# Deus do Cabo Artemísio
O Deus do Cabo Artemísio, também conhecido como Bronze de Artemísio ou Deus do Mar, é uma estátua de bronze da Grécia Antiga, que foi recuperada em 1928 ao largo do cabo Artemísio, no norte de Eubeia. Representa ou Zeus ou Poseidon, com cerca de 209 cm de altura, e teria um raio (se Zeus) ou um tridente (se Poseidon) na mão direita. O autor é desconhecido. A estátua de Poseidon/Zeus é um dos elementos mais importantes da coleção de esculturas do Museu Arqueológico Nacional de Atenas, onde está inventariado com o n.º 15161.